# Maître Manol

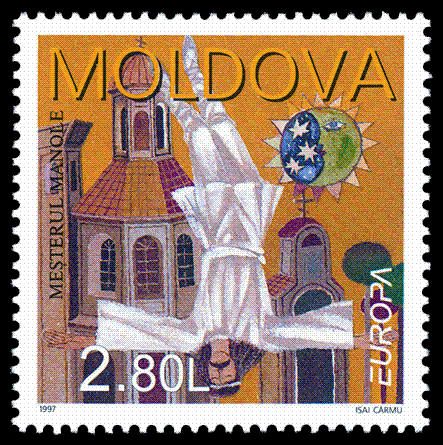
La légende de Maître Manol sur un timbre moldave.

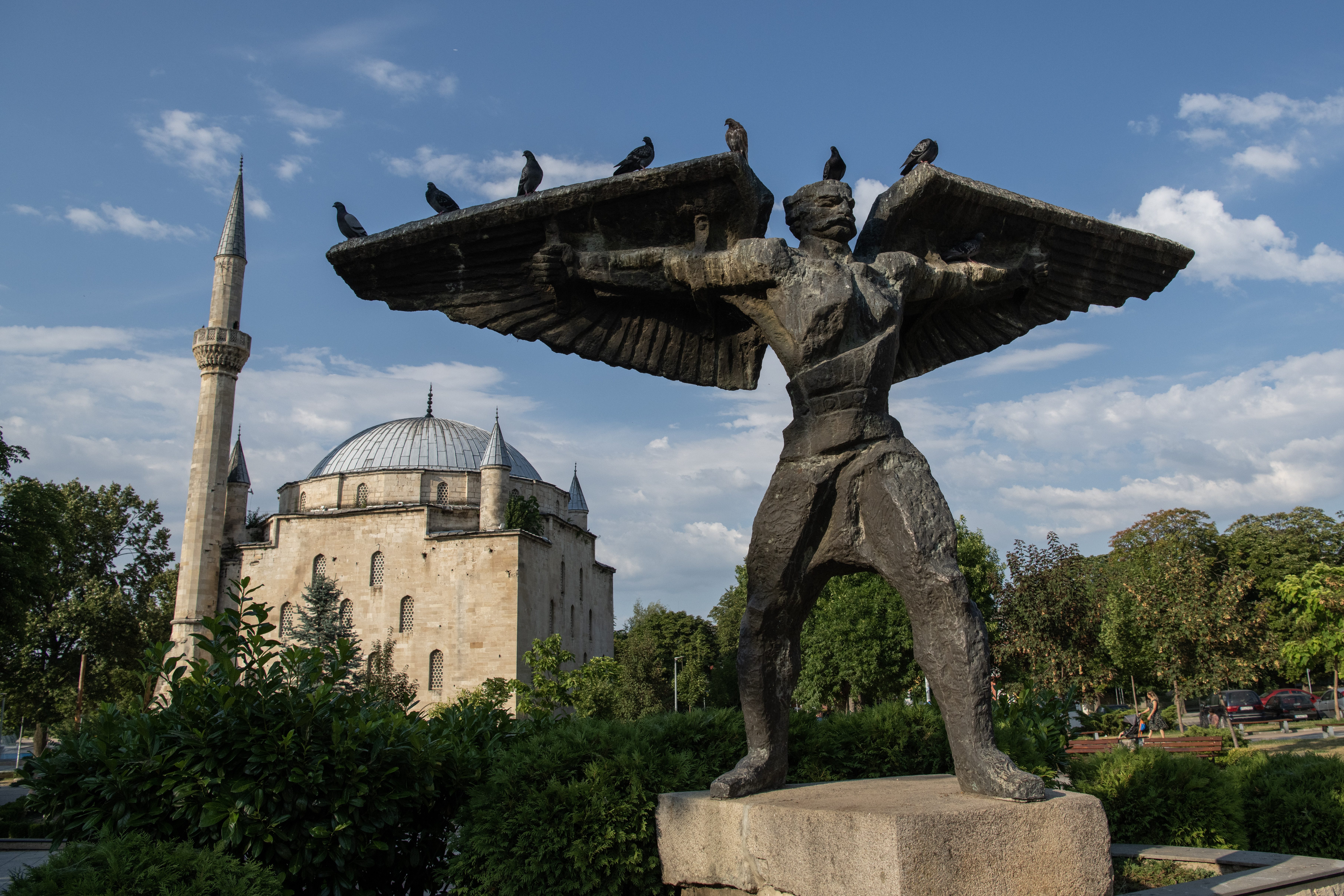
Le monument de Maître Manol devant la mosquée Ibrahim Pacha à Razgrad (Bulgarie).

Maître Manol, ou Manolis, ou Manole (« Emmanuel ») est un personnage légendaire du folklore des Balkans, notamment en Bulgarie, Macédoine, Moldavie, Roumanie, Monténégro et Serbie, dont l'équivalent existe aussi en Anatolie et dans le Caucase.
C'est un maître d'œuvre ou maître architecte chargé d'édifier une basilique, mais ce qui est fait de jour s'effondre la nuit. Désemparé, Maître Manol demande à Dieu ce qu'il doit faire. La réponse divine est « un sacrifice qui rendra l'édifice indestructible » : emmurer la première personne qui apparaîtra le lendemain à l'aube. Hélas, ce sera son épouse, qu'il se voit obligé de sacrifier, ce qui l'amène à se suicider de chagrin à la fin du chantier, en se jetant du sommet de l'édifice. Avec des variantes, Maître Manol figure dans de nombreuses légendes concernant divers édifices réels, principalement religieux, mais aussi des forteresses et des ponts. Dans la culture ottomane il est assimilé à l'architecte Sinan, mais plus généralement il est un démiurge probablement issu des légendes antiques de l'histoire balkanique et anatolienne.